# Xenopelidnota bolivari
Xenopelidnota bolivari är en skalbaggsart som beskrevs av Soula 2009. Xenopelidnota bolivari ingår i släktet Xenopelidnota och familjen Rutelidae. Inga underarter finns listade i Catalogue of Life.